# Maria Ann Smith
« Granny » Smith
Maria Ann Sherwood Smith, surnommée « Granny » Smith, née en Angleterre à Peasmarsh dans le Sussex en 1799, morte le 9 mars 1870 à Ryde en Australie, est une agricultrice et arboricultrice anglaise puis australienne, ayant émigré en Australie en 1838.
Elle est célèbre pour être à l'origine de la variété de pomme portant son nom, la « Granny Smith ».

## Biographie

### Jeunesse, famille
Maria Ann Sherwood naît en 1799 à Peasmarsh dans le Sussex en Angleterre, et elle est baptisée le 5 janvier 1800 dans l'église Saint Pierre et Saint Paul de Peasmarsh. Elle est la fille de John Sherwood, ouvrier agricole, et de sa femme Hannah Wright, agriculteurs tous les deux.

### Agricultrice
Elle devient elle aussi agricultrice, et se marie le 8 août 1819 à Ebony dans le Kent, avec Thomas Smith, un ouvrier agricole né en 1799, originaire de Beckley dans le Sussex. Ne sachant manifestement pas écrire, elle signe d'une simple marque, comme son mari.
Maria Ann Smith et son mari vivent à Beckley pendant près de vingt ans. Elle est la mère de huit enfants, mais trois d'entre eux meurent jeunes. La famille Smith décide, avec d'autres familles de la région, d'émigrer en Australie, plus précisément en Nouvelle-Galles du Sud, en profitant d'un programme d'aides et de primes gouvernementales pour encourager les cultivateurs à aller s'y installer pour faire bénéficier la colonie australienne de leur savoir-faire. 

### En Australie
Marie et Thomas Smith arrivent à bord du Lady Nugent et débarquent à Sydney le 27 novembre 1838. Son mari est employé chez un colon dans le district fruitier de Kissing Point (en) près de Ryde. Maria Ann et Thomas Smith y ont un neuvième enfant et passent toute leur vie dans ce district.
En 1855 et 1856, son mari Thomas Smith achète successivement deux parcelles d'un terrain formant au total environ 9,7 ha, près du Champ de Mars à Eastwood, pour y installer un verger.

### «Granny Smith»

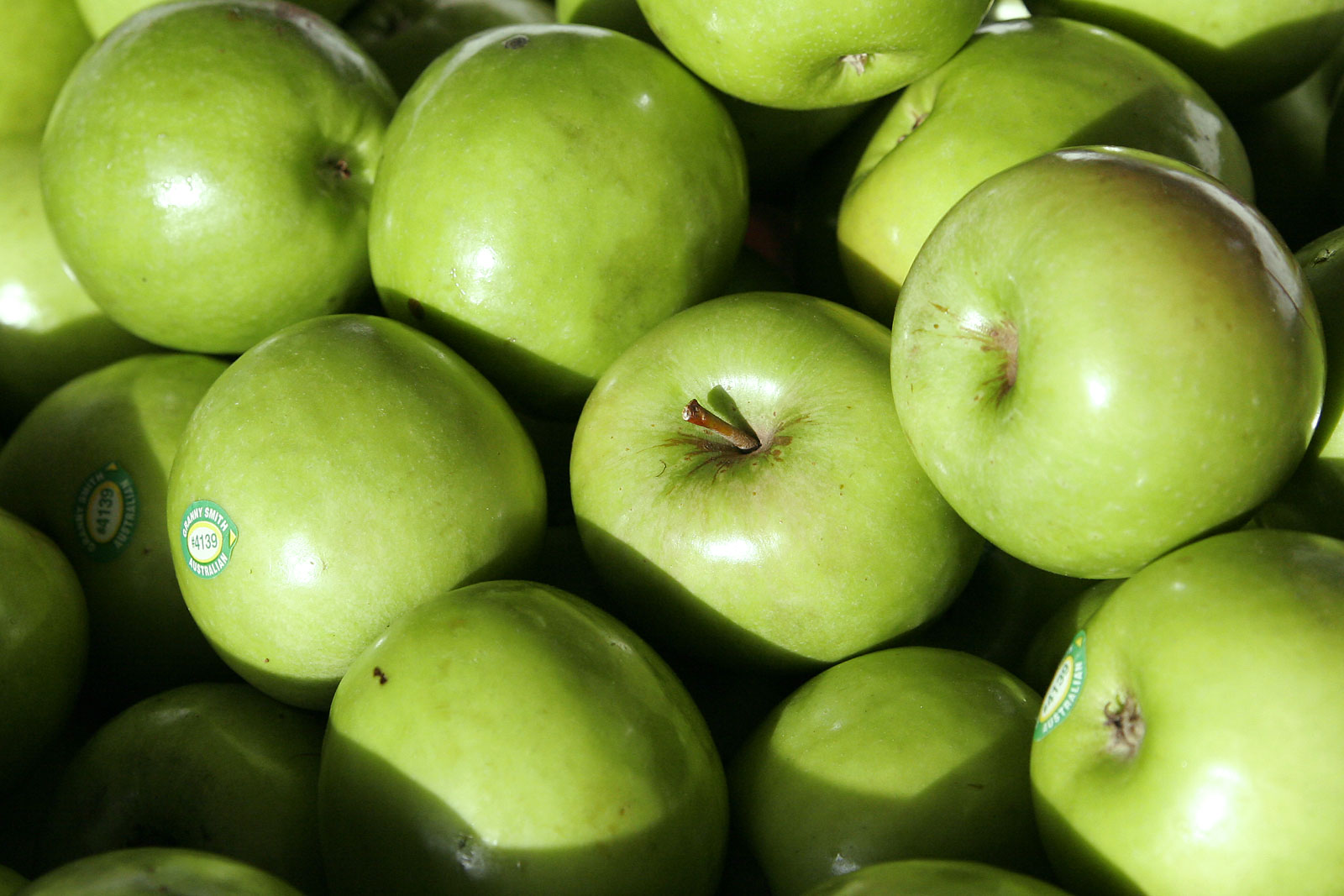
Des pommes de la variété portant son nom, « Granny Smith ».

Les circonstances de la découverte de la Granny Smith ne sont pas certaines. Selon le Australian Dictionary of Biography, la version la plus fiable et la plus ancienne figure dans un article du journal Farmer and Settler paru le 20 juin 1925,. 
Selon ce journal, repris par le Sunday Times du 2 novembre suivant et par le Australian Dictionary of Biography en 2005, un matin de 1868, le jeune T. Small, alors âgé de 12 ans, accompagne son père qui est invité par Maria Smith (« Granny Smith ») à examiner un jeune pommier sur ses terres près du ruisseau, et à donner son avis. Maria Smith explique que ce pommier s'est développé à partir de restes de pommiers sauvages français cultivés en Tasmanie.
Selon les souvenirs de T. Small, Maria Smith cultive alors quelques pommiers à partir de ce semis. Mais c'est surtout un  voisin arboriculteur, Edward Gallard, qui en plante ensuite un grand nombre, dont il commercialise les pommes jusqu'à sa mort en 1914. 
Maria Smith ne connaît pas de son vivant le succès commercial de la pomme qui lui doit son nom, la Granny Smith. Elle meurt le 9 mars 1870 à Ryde en Australie, et elle est inhumée dans le cimetière Sainte Anne de Ryde,.